# Seedorf (Uri)
Seedorf é uma comuna da Suíça, no Cantão Uri, com cerca de 1.596 habitantes. Estende-se por uma área de 15,64 km², de densidade populacional de 102 hab/km². Confina com as seguintes comunas: Altdorf, Attinghausen, Flüelen, Isenthal.
A língua oficial nesta comuna é o Alemão.